# The Sights (gruppo musicale)
The Sights sono una band rock and roll di Detroit, nel Michigan, formatasi nel 1998. La band ha fatto tour negli Stati Uniti, in Canada e nel Regno Unito.

## Membri
Attuali
- Eddie Baranek (guitar and vocals)
- Jarrod Champion (keyboards/vocals)
- Dean Tartaglia (saxophone/vocals)
- Kyle Schanta (bass)
- Skip Denomme (drums)

Ex-membri
- Mike Trombley
- Mark Leahey
- Nate Cavalieri
- Matt Hatch
- David Shettler
- Bobby Emmett
- Dave Knepp

## Discografia

### Album discografici
- Are You Green? (1999, Spectator Records, ripubblicato con Fall of Rome Records)
- Got What We Want (2002, Fall of Rome Records)
- The Sights (2005, New Line Records)
- Most Of What Follows Is True (2010, Alive Records)
- Left Over Right (2012, Ghetto Records)

### EP
- Silver/Gold 12" EP (2009, Lower Peninsula Records)

### Compilation
- Twelve In The Bar (2011, Fountain Records)